# 146040 Alicebowman
146040 Alicebowman este o planetă minoră (asteroid) din centura de asteroizi. A fost descoperită pe 27 februarie 2000 la Observatorul Național Kitt Peak de Marc Buie⁠(d) și a fost numită după Alice Bowman⁠(d). 
Obiectul prezintă o orbită caracterizată de o semiaxă mare de 2,3623552246378 UAi, o excentricitate de 0,08, o înclinație de 2,2 ° în raport cu ecliptica.